# Décret du 10 septembre 1926 relatif à l'organisation de l'administration préfectorale
 (mai 2017).
Si vous disposez d'ouvrages ou d'articles de référence ou si vous connaissez des sites web de qualité traitant du thème abordé ici, merci de compléter l'article en donnant les références utiles à sa vérifiabilité et en les liant à la section « Notes et références ».
Le décret du 10 septembre 1926 relatif à l'organisation de l'administration préfectorale également appelé décret Poincaré est un décret portant sur la réorganisation de l'administration des départements de France et sur d'autres aspects très vastes de gestion et de contrôle du territoire, liés à la fonction initiale de surveillance préfectorale, à la vie politique, mais aussi à la justice et à la gendarmerie. 
Le décret supprime 106 sous-préfectures sur un ensemble initial de 286. Certains départements ruraux en perdent deux. Il modifie aussi des chefs-lieux : au total, 109 villes plus ou moins importantes furent déclassées de leur statut de sous-préfecture alors que trois villes furent promues.

## Raisons économiques et intérêts électoraux
Longtemps différée au sortir de la Grande Guerre, cette réforme orchestrée par la Troisième République dans l'entre-deux-guerres a deux raisons :
- une économie de budget de la République, devenue nécessité urgente, ouvrant la voie à une meilleure adaptation administrative, à une gestion plus économe du corps fonctionnaire, à une rationalisation des services, notamment en zone rurale.
- un découpage électoral favorable à la majorité ou à ses alliés républicains, pour freiner la montée au pouvoir des partis indésirables.[réf. nécessaire]

Cette réforme, qui réorganisait et simplifiait de nombreuses autres administrations, fut initiée en 1922 par une commission parlementaire présidée par Louis Marin (décret du 3 août 1922), mais son rapport, publié en 1923, rencontra des résistances. Revenu à la présidence du conseil en 1926, Raymond Poincaré, l'instigateur du décret, déclare mettre en ordre les finances publiques. Il augmente les impôts et rationalise l’administration.

## Réception du décret et impacts à long terme
Résistances et protestations marquent peut-être moins la réaction citoyenne que stupeur, étonnement ou indifférence, laissant souvent la place à une grande atonie. Toutefois, quelques corrections furent apportées au cours des années trente dans quelques départements, avant que le régime de Vichy, dénommé l'État Français, adepte d'une administration pléthorique, ne réhabilite un certain nombre de sous-préfectures.[réf. nécessaire]
Les bâtiments sous-préfectoraux abandonnés ont pu être soit réhabilités ou réaffectés en écoles ou services sociaux, soit simplement vendus pour renflouer les caisses déficitaires de l'État. Il en fut de même des tribunaux et casernements de brigades de gendarmes.

## Esquisse des mutations
Arrondissements englobant :
- arrondissement de Dieppe englobant celui de Neufchâtel ;
- arrondissement de Castres absorbant Lavaur ;
- arrondissement de Caen absorbant Falaise ;
- arrondissement de Nantes absorbant Ancenis.

Arrondissements supprimés :
- arrondissement de Sisteron ;
- arrondissement de Baugé ;
- arrondissement de Falaise ;
- arrondissement de Ploërmel ;
- arrondissement de Ruffec ;
- arrondissement de Montmédy ;
- arrondissement de Marennes ;
- arrondissement de Pont-Audemer ;
- arrondissement de Pont-l'Évêque ;
- arrondissement de Mortain ;
- arrondissement d'Orange ;
- arrondissement de Barbezieux ;
- arrondissement de Valognes ;
- arrondissement de Tonnerre ;
- arrondissement de Gray ;
- arrondissement de Marvejols ;
- arrondissement de Montfort-sur-Meu ;
- arrondissement de Civray ;
- arrondissement de Loudun ;
- arrondissement de Civray ;
- arrondissement de Moissac ;
- arrondissement de Vitré ;
- arrondissement de Poligny ;
- arrondissement d'Yvetot ;
- arrondissement d'Espalion ;
- arrondissement d'Uzès ;
- arrondissement de Bar-sur-Seine ;
- arrondissement d'Orthez ;
- arrondissement de Mauléon ;
- arrondissement de Mirecourt ;
- arrondissement de Villefranche ;
- arrondissement de Châtillon-sur-Seine ;
- arrondissement de Domfront ;
- arrondissement de Saint-Sever ;
- arrondissement de Castelnaudary ;
- arrondissement de Quimperlé ;
- arrondissement de Louviers ;
- arrondissement de Wassy ;
- arrondissement de Rocroi ;
- arrondissement de Sancerre ;
- arrondissement de Lisieux ;
- arrondissement de Melle ;
- arrondissement de Saint-Affrique ;
- arrondissement de Saint-Marcellin ;
- arrondissement de Loudéac ;
- arrondissement de Baume ;
- arrondissement de Murat ;
- arrondissement de Joigny ;
- arrondissement de Paimbœuf ;
- arrondissement de Cassel ;
- arrondissement d'Hazebrouck ;
- arrondissement de Remiremont ;
- arrondissement de Saint-Pol ;
- arrondissement d'Albi ;
- arrondissement de Bourganeuf ;
- arrondissement de Lombez ;
- arrondissement de Moûtiers ;
- arrondissement d'Embrun ;
- arrondissement de Lectoure ;
- arrondissement de Saint-Calais ;
- arrondissement de Doullens ;
- arrondissement de Boussac ;
- arrondissement de La Réole ;
- arrondissement de Ribérac ;
- arrondissement de Montélimar ;
- arrondissement de Saint-Yrieix ;
- arrondissement d'Arcis-sur-Aube ;
- arrondissement de Neufchâtel ;
- arrondissement de Gaillac ;
- arrondissement de Lavaur ;
- arrondissement de Coulommiers ;
- arrondissement de Mantes.

Arrondissement supprimé puis restauré :
- arrondissement de Mortagne-au-Perche ;
- arrondissement de Toul ;
- arrondissement d'Ancenis ;
- arrondissement d'Issoudun.